# Movimientos sísmicos en Andalucía
Andalucía es una tierra de importante actividad sísmica, aunque la mayoría pasa inadvertida debido a su baja intensidad.
En Andalucía solo uno de cada cien seísmos son notados por la población. Es la primera región con más seísmos de España, (seguida de los Pirineos, y Canarias por su naturaleza volcánica) entre el tercio y la mitad de los registrados en todo el territorio nacional.
Dentro del territorio andaluz, las provincias que registran más sismos son Granada y Almería.

## Registro de terremotos

### 1504
El 5 de abril de 1504 un terremoto asoló la ciudad de Carmona, fue descrito en la época como «terrible y espantoso que parecía que todos los edificios andaban en goznes».

### 1755
El seísmo más catastrófico que ha afectado a Andalucía fue el terremoto de Lisboa, que tuvo lugar el 1 de noviembre de 1755. Fue de una magnitud de 9 en la escala de Richter y su epicentro estuvo situado en el Océano Atlántico, cerca del Cabo de San Vicente, lo que provocó una gran ola sísmica o tsumani que afectó gravemente a la costa del golfo de Cádiz.

### 1761
El 31 de marzo de 1761 se produjo otro terremoto también cerca de Portugal. Tuvo una magnitud de 7,5 grados.   

### 1884
El 25 de diciembre de 1884 tuvo lugar un terremoto destructivo con epicentro en Arenas del Rey. Tuvo una magnitud de en torno a los 7 grados.

### 2007
El lunes 12 de febrero de 2007 se registró un terremoto de 6,1 grados en la escala Richter, según el Instituto Geográfico Nacional (IGN). En el año 2006 los terremotos apenas se notaron, ya que el más grande (en Campillos) fue de apenas 2,4 grados.

### 2016
El lunes 25 de enero de 2016, durante la madrugada, se produjo un sismo de magnitud 6,3 en el Mar de Alborán. Según el Instituto Geográfico Nacional (IGN) su epicentro ocurrió a 162 kilómetros al sureste de Málaga. El sismo se sintió en toda la costa andaluza de Málaga y Granada, así como en Sevilla, Jaén y Melilla.